# Kumaresan Duraisamy
Kumaresan Duraisamy (lepiej znany jako Napoleon; ur. 2 grudnia 1963 w Trichy) – indyjski aktor i polityk, od 2009 minister stanu ds. sprawiedliwości społecznej i wzmocnienia pozycji Indii w rządzie Manmohana Singha.

## Filmografia[3][4]
- Ponnar Shankar (w trakcie realizacji)
- Pallikondapuram (w trakcie realizacji)
- Saleem (2009)
- Azhagar Malai (2009)
- Aayutham Seivom (2008)
- Dasavatharam (2008)
- Sandai (2008)
- Krishna Arjuna (2008)
- Ma Theivam Bethiana (2008)
- Pokkiri (2007)
- Vattaram (2006)
- Veeranna (2005)
- Ayyaa (2005)
- Remote (2004)
- Adithadi (2004)
- Virumandi (2004)
- Mary Albert (2003)
- Thenkasi Pattanam (2002)
- Kanal Kireedam (2002)
- Rosi (2001)
- Mitta Mirasu (2001)
- Veettoda Mapillai (2001)
- Ravana Prabhu (2001)
- Kalakalappu (2001)
- Magasanthesam (2001)
- The Warrant (wersja tamilska, 2001)
- Manu Neethi (2000)
- Royala Seema Ramanna Chowdri (2000)
- Karisakattu Poove (2000)
- The Warrant (wersja w malajalam, 2000)
- The Government (2000)
- Sivan (1999)
- Billa Ranga (1999)
- Rowdy Brothers (1999)
- Ponvizha (1999)
- Suyamvaram (1999)
- Ethirum Puthirum (1999)
- Maya (1999)
- Maya (wersja tamilska, 1999)
- The Government (wersja tamilska oraz telugu, 1998)
- Bagavath Singh (1998)
- Kilakkum Merkkum (1998)
- Ettupatti Patti Rasa (1997)
- Rajali (1996)
- Puthiya Parasakthi (1996)
- Musthafa (1996)
- Thayagam (1996)
- Mamanithan (1995)
- Agaya Pookal
- Asuran (1995)
- Tamilachi (1995)
- En Pondati Nallava (1995)
- Chinnamani (1995)
- Muthukalai (1995)
- Raja Muthirai (1995)
- Vanaja Girija (1994)
- Manirathnam (1994)
- Thamarai (1994)
- Tholarpandiyan (1994)
- Pudupatti Ponnu Thayi (1994)
- Mainthan (1994)
- Gandibam (1994)
- Seevalapheri Pandi (1994)
- Hello Brother (1993)
- Kunthiputhrudu (1993)
- Kizhaku Chimayile
- Enga Mudalali (1993)
- Periyamma (1993)
- Maravan (1993)
- Dharmaseelan (1993)
- Nallathae Nadakum (1993)
- Rajadhiraja Raja Marthanda Raja Gambhira Raja Kulothunga Kathavaraya Krishna Kamarajan (1993)
- Munarivipu (1993)
- Devasuram (1993)
- Minmini Poochigal (1993)
- Yajaman (1993)
- Puthupiravi (1993)
- Captain Maghal (1993)
- Abirami (1992)
- Pangali (1992)
- Thalaivasal (1992)
- Mudhal Seedhanam (1992)
- Ethu Namma Bhoomi (1992)
- Uoor Mariyadai (1992)
- Nadodithendral (1992)
- Bharathan (1992)
- Chinna Thayi (1992)
- M.G.R. Nagaril (1991)
- Puthu Nellu Puthu Nathu (1991)

## Nagrody i wyróżnienia[5]
- Nagroda Kalaimamani (1998)
- Nagroda MGR (1998)
- Nagroda rządu Tamil Nadu dla Najlepszego Aktora za Ettupatti Patti Rasa (1997)